# Phasis erosine
Phasis erosine är en fjärilsart som beskrevs av Fabricius 1787. Phasis erosine ingår i släktet Phasis och familjen juvelvingar. Inga underarter finns listade i Catalogue of Life.